# Ann-Sofi Rein
Ann-Sofi Rein, född Landelius 21 april 1915, död 19 september 2006, var en svensk översättare och barnboksförfattare.

## Biografi
Landelius var dotter till Emanuel Landelius, överläkare, och Gertrud Alexandersson, och växte upp i Hudiksvall och Gävle. 1935 inledde hon studier i litteraturhistoria och engelska vid Uppsala universitet. Efter studierna fick hon anställning vid Norstedts förlag, och blev redaktionssekreterare för All världens berättare, en tidskrift utgiven av Bonnier Magazines & Brands. 1946 gavs hennes första översättning ut, en barnbok i Hugo Gebers förlags serie Robinsonböckerna.
Hon var gift i flera omgångar med översättaren Sten Rein, född 1918. De fick en son 1956, och bosatte sig i Bromma. Med tiden kom de att översätta många verk tillsammans, i huvudsak under efterkrigstiden. De flesta verken översattes för Albert Bonniers förlag, sammanlagt ett tjugotal titlar mellan 1948 och 1957. De översatte bland annat flera verk av Craig Rice. Under början av 1950-talet var paret bosatta i USA, då Sten Rein var anställd vid Svenska ambassaden i Washington som svensklärare. Hon hade även en förälskelse med Jarl Hemmer.
Från 1955 arbetade Rein vid Sveriges Radios kulturavdelning. I den egenskapen var hon en återkommande sommarvärd i P1. 1965 gav hon ut barnboken Sommaren med flotten.

## Översättningar (urval)
- Mord, lilla mor / Rice, Craig
- Konspiratör / Slater, Humphrey
- Alla goda ting äro tre / Rice, Craig
- Död man hälsar på / Rice, Craig
- Den skyddande himlen / Bowles, Paul
- Rätt i rövarhänder / Rice, Craig
- Brottsligt livat / Rice, Craig
- Fjärde man / Rice, Craig
- Direktörsstolen / Hawley, Cameron
- Lik förbannat / Rice, Craig
- Fel mord / Rice, Craig
- Mord i femte positionen / Box, Edgar (pseudonym för Gore Vidal)
- Mord i vitt / Candy, Edward (pseudonym för Alison Neville)
- Rätt mord / Rice, Craig